# Crestwood (Illinois)
Crestwood – wieś w Stanach Zjednoczonych, w stanie Illinois, w hrabstwie Cook.